# La solución final
La solución final (Conspiracy) es una película estadounidense realizada para televisión por BBC/HBO en el año 2001, que recrea la conferencia de Wannsee, del 20 de enero de 1942, donde se fraguó la solución final en contra del pueblo judío.

## Argumento
El 20 de enero de 1942, quince hombres, entre ellos Reinhard Heydrich (Kenneth Branagh), acabarían sellando el destino de la población judía en Europa. Tras los noventa minutos de la reunión, el plan del proyecto de la solución final de Adolf Hitler estaba listo. Adolf Eichmann (Stanely Tucci) preparó treinta copias del acta de la reunión que, al caer el Reich, desaparecieron o fueron destruidas, todas excepto una. El protocolo de Wannsee, que apareció en las oficinas del Ministerio de Asuntos exteriores del Reich, es el único documento en el que los detalles del plan de Hitler fueron codificados.

## Reparto
Los quince participantes en la reunión son los protagonistas de la película. Son los siguientes:
- Kenneth Branagh - Reinhard Heydrich, jefe de la Oficina Central de Seguridad del Reich.

- Stanley Tucci - Adolf Eichmann, teniente coronel de las SS y encargado de organizar el encuentro.

- Brian Pettifer - Doctor Alfred Meyer, representante del Ministerio del Reich para los Territorios Ocupados.

- Ewan Stewart - Doctor Georg Leibbrandt, representante del Ministerio del Reich para los Territorios Ocupados.

- Colin Firth - Doctor Wilhelm Stuckart, representante de Wilhelm Frick, ministro del interior. Abogó por un cumplimiento de las leyes de Núremberg, por las que pretendía que se optara por la esterilización en lugar del holocausto.

- Jonathan Coy - Erich Neumann, representante del ministerio de Economía, Trabajo, Finanzas, Alimentos, Transporte, Armamento y Municiones.

- Owen Teale - Doctor Roland Freisler, representante del Ministerio de Justicia.

- Ben Daniels - Doctor Josef Bühler, representante del Ministerio de Gobernación de Polonia.

- Kevin McNally - Martin Luther, representante del Ministerio de Exteriores.

- Ian McNeice - Gerhard Klopfer, representante de Martin Bormann, Jefe de la Cancillería y secretario personal de Adolf Hitler.

- David Threlfall - Friedrich Wilhelm Kritzinger Director Ministerial de la Cancillería del Reich.

- Nicholas Woodeson - Otto Hofmann Oficina de Raza y Asentamiento.

- Brendan Coyle - Heinrich Müller, general de división de las SS y jefe de la Gestapo.

- Peter Sullivan - Karl Eberhard Schöngarth.

- Barnaby Kay - Rudolf Lange, comandante de las SD (Servicio de Seguridad, Sicherheitsdienst) en Letonia.